# Thomas James Mathias
Thomas James Mathias (Londra, 1754 – Napoli, 1º agosto 1835) è stato un umanista e poeta inglese.

## Biografia
Figlio del sub-tesoriere dei beni della regina inglese Carlotta di Mecklenburg-Strelitz, moglie di Giorgio III, studio' prima a Eton e poi al Trinity College di Cambridge dove si laureo' nel 1774 e comincio' la carriera universitaria. Ancora dottorando compose Runic Odes, poi nel 1783 scrisse la dissertazione An Essay on the evidence external and internal, relating to the poems attributed to Thomas Rowley.
La sua prima opera matura arrivo' nel 1794, anche se all'epoca coperta da anonimato, con la prima delle 4 parti di The Pursuits of Literature (finita di pubblicare nel 1797), una brillante satira sugli uomini di lettere inglesi che scateno' un vivace dibattito negli ambienti letterari londinesi. Un'altra satira, anche se meno apprezzata, uscì nel 1798 con il titolo The Shade of Alexander Pope, on the banks of the Thames. Poi però nel 1799, alla morte del padre, dovette abbandonare l'insegnamento universitario per prenderne il posto a corte anche se questo non gli impedi' di continuare a scrivere e nel 1814 pubblico' a Cambridge il suo lavoro più accademicamente riuscito dal titolo Works of Thomas Gray; with his Life and additions.
Anche se dal 1812 occupava la carica di bibliotecario a Buckingham Palace, che corrispondeva per compiti e importanza a un titolo di professore universitario, essendo contrario ad alcune scelte politiche fatte dall'Inghilterra durante il Congresso di Vienna, nel 1814 decise di congedarsi e di trasferirsi a Napoli per dedicarsi liberamente allo studio e alla letteratura. La scelta dell'Italia non fu casuale in quanto era già padrone della lingua tanto da essere, pur da Londra, membro dell'Accademia dell'Arcadia con lo pseudonimo di Lariso Salaminio. Fu infatti lui a curare l'edizione loninese, nel 1803, di Storia dell'Accademia degli Arcadi di Giovanni Mario Crescimbeni.
Un redattore della rivista Atheneum scriveva: Incontrai Mr. Mathias a Napoli nel 1823; risiedeva in città da alcuni anni ed era molto stimato e apprezzato da quei napoletani che mostravano un certo interesse per la letteratura. Aveva già tradotto vari nostri poemi inglesi [...] e gli italiani erano sorpresi e deliziati dalla fluenza di Mathias nella loro armoniosa lingua. Ho sentito io alcuni letterati fare gli elogi più vivi della purezza e della precisione del suo italiano scritto. Ma anche se i suoi testi mostravano una perfetta conoscenza e padronanza dell'Italiano, la conversazione in questa lingua gli risultava difficile sia per fluidità che per correttezza.
In Italia pubblicò alcuni componimenti poetici, come Poesie Liriche Toscane, e tradusse in italiano varie opere di autori inglesi tra cui Il cavaliero della Croce Rossa di Spenser e il Castello dell'Ozio di Thomson ma anche liriche di Milton, Mason, Armstrong, Akenside, Beattie. Per meriti letterari e accademico-linguistici fu accolto all'Accademia della Crusca e nella Società Pontaniana di Napoli.

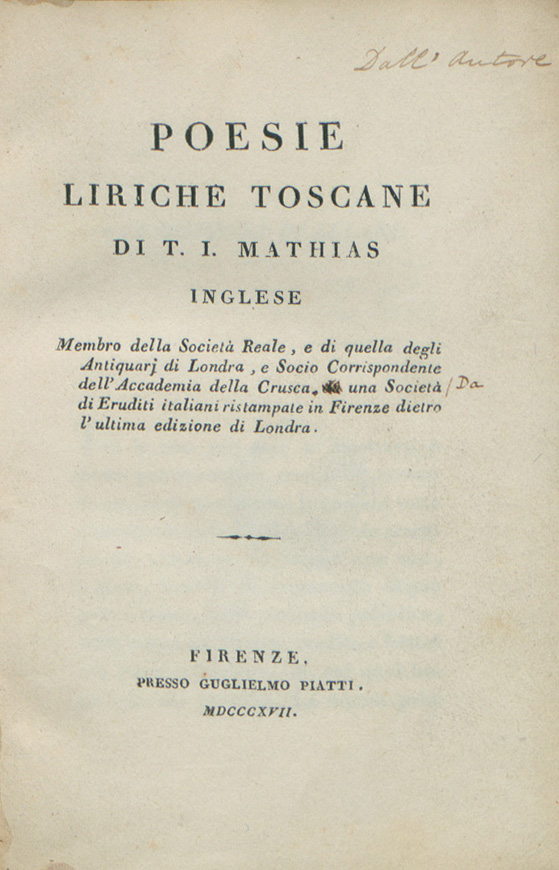
Poesie liriche toscane, 1817

De' tanti che hanno sostenuta la venustà dell ' italiana favella nel nostro secolo, egli è sorprendente il vedere che un figlio di Albione, pria che fosse mai stato in Italia, colla sola scorta di un genio distinto, di un gusto esquisito, della piena cognizione de' classici greci latini ed italiani , sia giunto a scrivere nell ' idioma italiano versi di vario stile così belli e sublimi, che sembra sia un prodigio dell ' umano ingegno, e quello di un fino discernimento, cui la bellezza dell'italiana favella ha dato quell'elettrica scintilla, che lo ha animato e condotto a tanta perfezione . Questi è il signor Tommaso Jacopo Mathias, le di cui poesie pubblicate in Londra, e quindi in Toscana con dovuti encomii, non che in Roma, dove, al pari che dagli Accademici della Crusca, ebbero dall'Arcadia quelle lodi che pur meritavano, e che dal chiarissimo Abate Godard, Custode del Bosco Parrasio e Nestore de' poeti viventi, furono nella edizione romana con sommo giudizio celebrate, come un modello del bel dire e della felice fantasia dell'autore.
Un'opinione meno entusiasta ne aveva Foscolo che lo definì mediocre poeta satirico. Nonostante i pareri contrastanti su di lui sia in Italia che in patria, la sua opera di promozione della letteratura inglese gli valse gli elogi di Giorgio IV e la concessione un vitalizio.

## Opere
- Poesie liriche toscane, Firenze, Guglielmo Piatti, 1817.
- Poesie liriche toscane, 3ª ed., Napoli, Agnello Nobile, 1824.